# Elytrimitatrix lineatopora
Elytrimitatrix lineatopora är en skalbaggsart som först beskrevs av Bates 1880.  Elytrimitatrix lineatopora ingår i släktet Elytrimitatrix och familjen långhorningar.
Artens utbredningsområde är:
- Guatemala.
- Honduras.

Inga underarter finns listade i Catalogue of Life.